# غراند فاليه (كيبك)
غراند فاليه (بالإنجليزية: Grande-Vallée, Quebec)‏ هي بلدية محلية في كيبيك تقع في كندا في La Côte-de-Gaspé Regional County Municipality. يقدر عدد سكانها بـ 1,137 نسمة ومساحتها 142.10 كم2 .